# Rosi Renoth
Rosi Renoth, zuvor auch unter ihrem Geburtsnamen Rosi Krenn aktiv (* 3. Juni 1967 in Schönau am Königssee), ist eine ehemalige deutsche Skirennläuferin.
Sie gehörte ab Mitte der 1980er Jahre bis Mitte der 1990er Jahre der Mannschaft des Deutschen Skiverbands an und startete in den Disziplinen Abfahrt und Super-G. Am 15. Dezember 1988 erzielte sie bei der Weltcup-Abfahrt in Zauchensee mit einem siebten Platz ihr bis dahin bestes Ergebnis. Renoth nahm auch an den im US-amerikanischen Vail ausgerichteten Alpinen Skiweltmeisterschaften 1989 teil und belegte dort den 6. Platz in der Abfahrt des Kombinationswettbewerbs und den 11. Rang bei der WM-Abfahrt. Des Weiteren fuhr die mittlerweile nicht mehr unter ihrem Geburtsnamen Rosi Krenn startende Renoth unter anderem am 3. März 1993 bei der Weltcup-Abfahrt im italienischen Morzine auf den fünften Platz. Wenige Wochen zuvor hatte sie ihr bis dahin bestes Weltcup-Resultat erzielt, als sie den sechsten Rang der Abfahrt im österreichischen Haus im Ennstal belegte. Zwei weitere Top-10-Platzierungen in der Abfahrt stehen für sie im selben Jahr mit achten Plätzen in Hafjell und Tignes ebenfalls zu Buche. Bestes Ergebnis im Super G war ein 12. Platz in der Flachau im Dezember 1993. Im Gesamtweltcup wurde sie in der Saison 1991/92 70. In den beiden nachfolgenden Saisons folgten der 35. und der 68. Platz. Für die Alpinen Skiweltmeisterschaften 1993 in Morioka erfolgte ihre Nominierung ins deutsche Team. Kurz vor ihrem Karriereende gehörte sie noch dem Aufgebot Deutschlands bei den Olympischen Winterspielen 1994 in Lillehammer an.